# Atta sexdens
Atta sexdens (curuhuinsi o siquisapa, nombres con los que se la conoce en la Amazonía peruana) es una especie de hormiga cortadora de hojas de la tribu Attini. Son nativas de Nuevo Mundo, desde Panamá hasta el norte de Argentina. Cortan hojas para proveer un substrato para el cultivo de un hongo específico que es su principal alimento. Sus sociedades están entre las más complejas entre los insectos sociales. Atta sexdens es una especie ecológicamente importante, pero también es una plaga agrícola. Otras especies del género Atta, como A. texana, A.  cephalotes, A. insularis, entre otros, tienen comportamientos y ecologías similares.

## Arquitectura del nido
Los nidos u hormigueros de A. sexdens son primariamente subterráneos con un montículo de material excavado en la superficie. El diámetro del hormiguero puede alcanzar 10 metros con una profundidad de 6 metros. Este puede contener hasta 2000 cámaras con un volumen combinado de más de 20 metros cúbicos. Existen dos tipos básicos de cámaras: Las de jardines de hongos y las de desperdicios. Los jardines contienen el cultivo del hongo que sustenta la colonia y alberga a las larvas y pupas. Las cámaras de desperdicios se localizan a los bordes del nido y son significativamente grandes. Son usados para descartar los cultivos de hongos usados y las hormigas muertas. Una colonia madura contiene de 5 a 8 millones de obreras.
La colonia a menudo forma el centro de un gran claro de bosque. En la cima del montículo existen estructuras que asemejan castillos de arena rodeando cientos de aberturas del hormiguero. Ubicando las aberturas en el tope de estas estructuras minimiza la cantidad de agua de lluvia que penetra al nido. Las aberturas tienen también un importante rol en la ventilación de la colonia. Como la actividad de las hormigas y el metabolismo del hongo generan calientan el hormiguero, el aire caliente sube por los conductos centrales principales. Simultáneamente aire fresco es aspirado al interior por las aberturas o piteras en los bordes del hormiguero.

## Anatomía
A. sexdens sigue  bastante ajustadamente el plan corporal básico de las hormigas. Tienen espinas afiladas o garfios saliendo de sus cabezas y secciones medias para refrenar a los depredadores. Otra característica distintiva es una cabeza bilobulada relativamente grande. Su propósito es acomodar los músculos que mueven las bien desarrolladas mandíbulas.

## Castas
Adicionalmente a la reina, la colonia contiene cuatro castas de hembras obreras que son estériles:
Los soldados  son la casta de hormigas obreras típicamente más grandes, con cabezas de 3 mm de ancho y mandíbulas afiladas bien desarrolladas. Ellas se dedican completamente a la defensa, y no participan en los trajines del hormiguero. En el caso de un ataque por un depredador, los soldados salen en masa fuera del nido e intentan sobreponerse al agresor. Sus mordidas pueden fácilmente penetrar la piel humana. La casta de soldados es costosa de mantener, por lo que están ausentes en colonias de menos de 100 000 obreras.
Las forrajeras - excavadoras son la casta de hormigas segundas en tamaño, con un promedio de ancho de cabeza de 2,2 mm. Ellas son las responsabilizadas de aventurarse fuera para cortar pedazos de hojas y llevarlos a la colonia para la alimentación del hongo. También excavan nuevas cámaras para la colonia.
Las especialistas internas del nido tienen un promedio de ancho de cabeza de 1,4 mm. Ellas suelen permanecer adentro del hormiguero donde procesan a una forma más reducida el material de hojas ingresado por las forrajeras. También descartan los desperdicios y  ayudan a la casta de jardineras –nodrizas a cuidar a las larvas más grandes y a atender a la reina.
Las jardineras-nodrizas tienen un promedio de ancho de cabeza de 1 mm. Ellas son la casta de hormigas más pequeñas del nido. Son varios cientos de veces menos masivas que las robustas y grandes soldados. Su tarea es atender el cultivo de hongos y a los huevos, larvas y pupas en desarrollo.
Las jardineras-nodrizas tienen un promedio de vida de 6 meses
La reina es la hormiga más grande de la colonia, pesando más que la más pequeña en un factor de 700 veces. Ella es también el único miembro de la colonia capaz de reproducirse. La reina reside en una cámara especial donde es continuamente alimentada,  limpiada y protegida por las obreras. La reina puede vivir de 10 a 20 años.
Hay variaciones considerables en el tamaño de las castas, algunas de los cuales podrían estar relacionadas con la división del trabajo. Algunos investigadores diferencian siete castas, mientras que otros desechan por completo la idea de la diferenciación en castas. La división de labores también depende de la edad de la obrera. Las expediciones forrajeras son peligrosas y son por lo tanto realizadas por las más viejas y más dispensables miembros de la casta.

## Desarrollo
A. sexdens como todas las hormigas tienen cuatro etapas de desarrollo: huevo, larva, pupa y adulto. Como todos los himenópteros son haplodiploides, lo que significa que los machos son haploides (con un solo juego de cromosomas) y  que las hembras (incluyendo reinas y obreras) son diploides (con dos juegos de cromosomas). El sexo es determinado por el tipo de huevo puesto. Los huevos no fertilizados se desarrollan en machos, los cuales sólo realizan la función reproductiva y tienen vida corta. Los huevos fertilizados producen hembras que en dependencia de señales ambientales resultan en una de las diversas castas.
De tres a cuatro semanas después de haber sido puestos, los huevos eclosionan y emergen las larvas. En las hormigas Atta las larvas son alimentadas con secreciones  de las hormigas jardineras-nodrizas y con huevos tróficos (huevos no fertilizados para alimentación). Las larvas después de 3 a 4 semanas, desarrollan capullos que las envuelven y pupan. Después de otras 3 a 4 semanas, de las pupas emergen obreras adultas.
Las larvas de A. sexdens crecen inmersas en el jardín de hongos. A pesar de estar rodeadas de alimento, son incapaces de alimentarse por sí mismas. Sus hermanas jardineras-nodrizas adultas las alimentan y limpian continuamente. Ésta no es una característica primitiva. Por el contrario, sólo las sociedades de hormigas más avanzadas pueden dispensar cuidados tan profusos a sus crías como los que requieren las larvas de Atta.
Todos los huevos son iguales cuando son puestos. La casta resultante es el resultado de las condiciones en que las larvas se desarrollan, las cuales son controladas por las obreras adultas. El factor más importante es la cantidad de alimento. La cantidad mayor de alimento da por resultado a reinas vírgenes, mientras que con cantidades ligeramente menores de alimento se originan soldados. Una escasez  en miembros de una casta causa que las obreras produzcan más hormigas de esa casta. Una reducción drástica en la fuerza de trabajo puede causar que la estructura de castas de la colonia sea revertida  a la de una colonia joven, la que no tiene soldados.

## Forrajeo
Las obreras de A. sexdens buscan hojas hasta un rango de 60 metros de la colonia. Las obreras exploradoras dejan atrás un rastro de feromonas después de que descubren una fuente de material vegetal adecuado. Otras obreras siguen este rastro hasta las hojas. Cortan los materiales vegetales en piezas adecuadas para que cada hormiga portadora pueda llevar una de vuelta al hormiguero.
A veces las obreras menores, las jardineras-nodrizas, cuando ya son más viejas, montan sobre los pedazos de hojas mientras son llevados por las forrajeras. La causa de este comportamiento no es conocido con certeza, pero el propósito puede ser proteger a las forrajeras expuestas a ataques por insectos parásitos. Estos insectos incluyen moscas de la familia Phoridae, las que dejan sus huevos sobre las forrajeras. Esos huevos generan larvas que se comen a la hormiga viva.

## Cultivo de hongos
A. sexdens, como otras Atta, son micófagas (comedoras de hongos). Viven en relación simbiótica con un hongo perteneciente al subphylum Basidiomycota. Las hojas y otras partes vegetales blandas, traídas al hormiguero por las forrajeras, son masticadas hasta formar una pulpa que es fertilizada con heces. Una pequeña porción del hongo es ubicada sobre este substrato. La casta de las jardineras-nodrizas se ocupan del cultivo, trasplantando hongos sobre el substrato fresco y arrancando especies de hongos intrusas, como la parásita Escovopsis, la cual contamina a veces el nido. Ellas usan también secreciones de sus glándulas salivares y se ayudan de la bacteria productora de antibióticos Streptomyces para mantener sus jardines de hongos como un monocultivo estricto.
Las jardineras-nodrizas también cortan pedazos de micelio para que otras castas coman. Además del hongo, las A. sexdens comen savia. Estas son las únicas fuentes de nutrición para las hormigas, además de los huevos tróficos puestos por la reina cuando la colonia es joven.
La identidad del hongo es aún desconocida. Se conoce que es una especie de basidiomicetos de la familia Lepiotaceae. Algunos investigadores creen que todas las hormigas jardineras cultivan sólo una especie, Leucocoprinus gongylophorus. El hongo produce una estructura especial, llamada gongylidium, la que ha evolucionado para ser comida por las hormigas.

## Limpieza
Las obreras de A. sexdens pasan mucho tiempo limpiándose unas a otras y a la reina. También dispersan secreciones antibióticas de sus glándulas metapleurales sobre sus cuerpos. La suciedad recogida por lameduras es acumulada en los sacos infrabucales, que son depresiones especiales en sus bocas. El propósito de tales actividades es evitar infecciones, especialmente por hongos parásitos. Varias especies de hongos, como los hongos Cordyceps, infectan y matan especialmente a hormigas.
Todos los desperdicios del nido, incluyendo los depósitos infrabucales, substratos gastados de los jardines y hormigas muertas son llevados a las cámaras de desperdicios para evitar la contaminación. Sin embargo, las heces no son desalojadas sino que son usadas para fertilizar los jardines de hongos. Las cámaras de desperdicios son más grandes que una cabeza humana y están localizadas en los bordes de la colonia. Allí los desperdicios se pueden descomponer sin amenazar a las hormigas. Debido a al alta concentración de varios nutrientes en el desperdicio en descomposición, una densa red de raíces de plantas suele penetrar en estas cámaras con compost.

## Reproducción
Desde finales de octubre a mediados de diciembre, las colonias de A. sexdens producen machos y reinas vírgenes alados. Antes del vuelo nupcial las jóvenes reinas visitan los jardines de hongos y toman un pedazo de micelio para ponerlo en el saco infrabucal. Durante su vuelo nupcial la reina se aparea con varios machos, que mueren poco tiempo después. La reina retiene el esperma en un órgano especial por el resto de su vida.
La reina apareada llega a tierra, y se arranca las alas ahora innecesarias. Entonces cava un túnel vertical de una profundidad de 30 cm aproximadamente. Al final del túnel ella excava una cámara pequeña. La reina comienza entonces un jardín de hongos usando el pedazo traído de su colonia natal. Usualmente el jardín es fertilizado sólo con heces, pero a veces es necesario para la reina buscar alimento pequeñas cantidades de materias vegetales. La reina también agrega unos pocos huevos.
La reina entonces atiende el jardín de hongos y a las larvas y pupas en desarrollo, alimentándolas con el hongo y con huevos tróficos. La misma reina no come nada durante este período, sosteniéndose con la grasa acumulada en sus tejidos y  con los músculos  de vuelo que van reduciéndose. Después de que la primera camada de obreras está lista, ellas asumen el cuidado de la naciente colonia y la reina se vuelve una estricta máquina de poner huevos. Este periodo lleva unos 40 - 60 días.
Al principio la colonia crece lentamente, pero después de 2 a 3 años el crecimiento se hace más rápido. Una posible razón para esto es que antes que la colonia se haya establecido lo suficiente como para sostener una casta de obreras soldados, es útil permanecer inadvertida. Las soldados suelen aparecer cuando la colonia tiene una población de unas 100 000 obreras. Después de que su  número llega a los 5-8 millones, la colonia cesa de crecer y desvía sus recursos a la producción de machos y reinas vírgenes alados.
Las reinas vírgenes muy raramente son exitosas. Asumiendo que el número de colonias en un área permanece constante en el tiempo, en promedio sólo una reina entre los muchos miles que salen de un nido, fundan exitosamente uno nuevo. Sin embargo, una colonia de varios millones de obreras se enfrenta a muy pocos peligros. Ningún depredador conocido ataca activamente los nidos, e incluso las especies altamente agresivas de  hormigas guerreras muestran un saludable respeto por una colonia de A. sexdens.  Si se libra de inundaciones y de la actividad humana, la colonia suele ser destruida sólo cuando la reina muere de vejez, lo que da a una colonia exitosa una duración de vida de 10-20 años. En ese tiempo la colonia habrá enviado numerosos machos y reinas vírgenes a fundar nuevas colonias.

## Impacto ecológico
Una colonia de A. sexdens al final de su vida ha movido hasta 40 000 kg de suelo. Esto tiene dos resultados importantes: el suelo se vuelve aireado con la excavación de túneles y cámaras,  y enriquecida con los nutrientes dado que las hormigas entierran sus productos de desecho. Esto representa una importante forma en la que los nutrientes son reciclados en su ambiente.
A. sexdens y otras hormigas cortadoras de hojas son también importantes herbívoras, consumiendo 8-10 % de la masa de hojas producida por las selvas neotropicales. El consumo de materia vegetal de una colonia es comparable al de un gran mamífero herbívoro, como una vaca.
A. sexdens junto con una especie relacionada,  A. cephalotes  son la principal plaga de insectos donde se encuentran,  destruyendo valores miles de millones de dólares de cosechas con su habilidad de defoliar rápidamente y destruir cosechas de cualquier cosa útil para las hormigas. De hecho, las hormigas Atta son consideradas la plaga número uno de herbívoros en muchas áreas donde ellas se encuentran.
Se especula que si A. sexdens se expandiera a África tropical, los resultados serían devastadores. Dado que las plantas locales no han desarrollado compuestos defensivos contra las  hormigas cortadoras de hoja, y África no tiene parásitos evolucionados para infectarlas, los resultados para ecosistemas y agricultura serían devastadores.

## Comparaciones deAttacon los humanos
Debido a vastas diferencias entre humanos y A. sexdens es imposible hacer comparaciones adecuadas entre ellos. Sin embargo, para dar una idea de la escala de los esfuerzos de A. sexdens, Las siguientes serían las proezas de estas hormigas si se las incrementara en talla hasta el tamaño humano: 
- La longitud de sus caravanas de forrajeras sería de 15 km.
- Las hormigas forrajeras viajarían a 26 km por hora levando cargas de 300 kg.
- La colonia sería de un km de profundidad.
- Una colonia de A. sexdens madura tendría 3 billones (3.000.000.000.000) de neuronas, 30 veces las presentes en un cerebro humano.